# Эрф
Эрф (нем. Erf) — река в Германии, протекает по землям Баден-Вюртемберг и Бавария. Левый приток Майна. Речной индекс 24712. Площадь бассейна реки составляет 247,80 км². Длина реки 40,15 км. Высота истока 390 м. Высота устья 125 м.
Эрф берёт начало в земле Баден-Вюртемберг (район Майн-Таубер, где носит название Эрфа (нем. Erfa). Через 26 км пересекает границу с Баварией, далее протекает по Нижней Франконии и впадает в Майн в Бюргштадте.